# Pollice verso

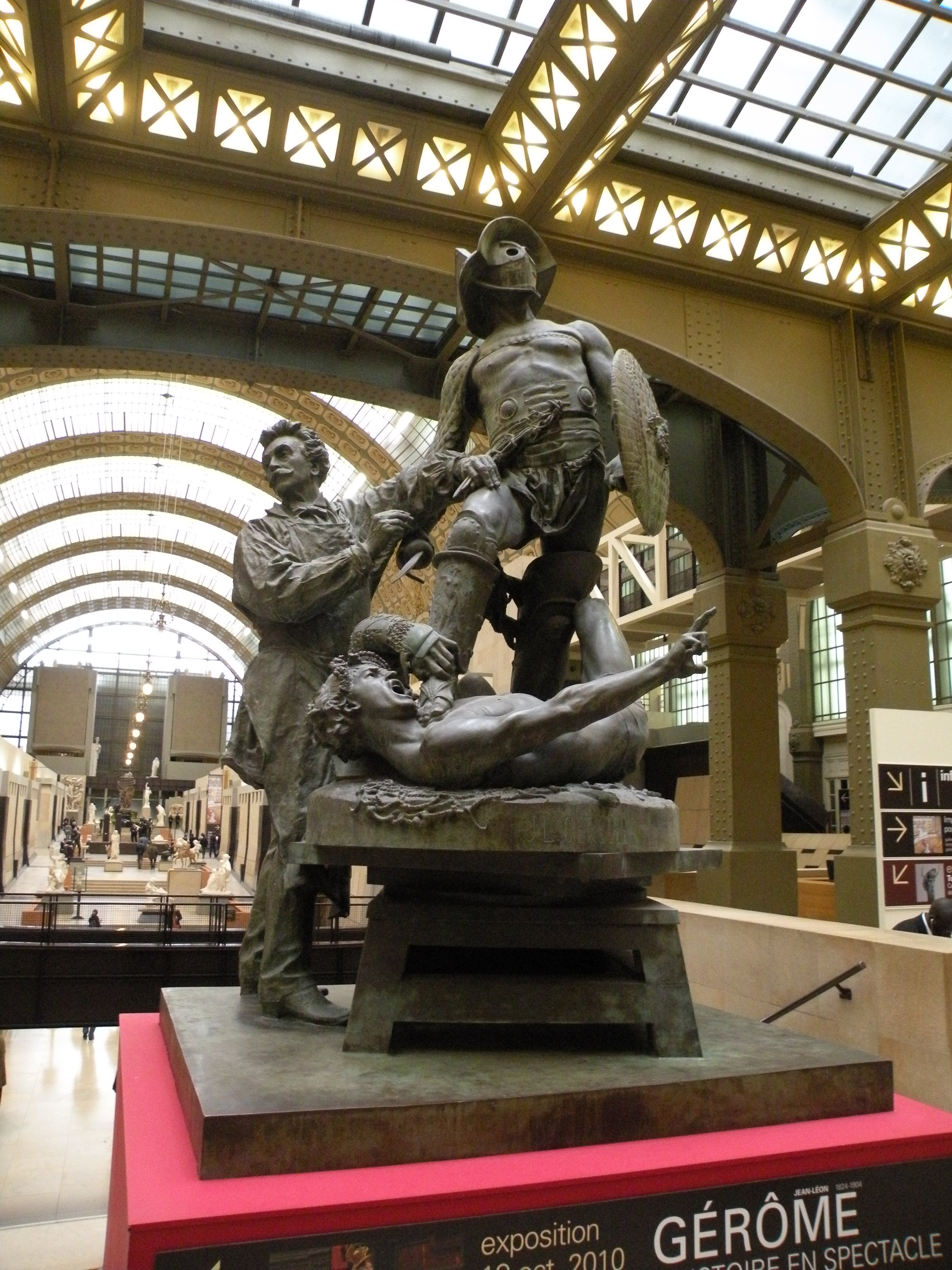
Gérôme exécutant "Les Gladiateurs". Monument à Gérôme av Gérôme och hans svärson Aimé Morot (1878 och 1909).

Pollice verso, emellanåt med bititeln Tummen ner, är en oljemålning av den franske konstnären Jean-Léon Gérôme. Den målades 1872 och ingår sedan 1968 i Phoenix Art Museum samlingar i Phoenix i delstaten Arizona. 

## Latinsk fras
Pollice verso (av pollex, "tumme", och versus, "vänd") är en latinsk fras som kan översättas "med vänd tumme". Frasen är känd sedan antikens gladiatorspel där publiken fick bestämma om den besegrade skulle få nåd eller dödas. 

## Motivet
Gérômes bild visar hur den besegrade gladiatorn höjer två fingrar för att be om nåd, segraren vänder sig mot publiken som, inklusive de vitklädda vestalerna (prästinnor), gör tummen ned. Platsen är Colosseum i Rom. Tavlan inspirerade regissören Ridley Scott för den oscarsvinnande filmen Gladiator. I såväl tavlan som filmen tycks tummen ner-signalen betyda att den besegrade ska dödas. Historikerna menar att det antagligen förhöll sig tvärtom, tummen upp betydde att den besegrade skulle dödas.

## Skulpturen
Ganska sent i sitt yrkesliv började Gérôme även med skulptur. Hans första skulptur var en 3,6 meter hög kopia av hans två gladiatorer i Pollice verso som fullbordades 1878. Den är nu utställd på Musée d'Orsay i Paris. Som en hyllning lade hans svärson, konstnären Aimé Morot, till Gérôme själv i skulpturgruppen 1909 – fem år efter hans död.

## Relaterade målningar
Gérôme verkade inom den nyklassicistiska och akademiska stilen och tillämpade noggrann linjeföring och skulpturalt figurmåleri. Han var därmed en svuren motståndare till de samtidigt verksamma impressionisterna. I likhet med övriga nyklassicister målade han ofta historiemåleri och i synnerhet motiv från tiden för romerska riket. En liknande målning som också föreställer gladiatorer på Colosseum är Ave Caesar, morituri te salutant (latin för "Hell Caesar! Vi som ska dö saluterar dig!"). De kristna martyrernas sista bön uppges av konstnären själv dock föreställa Circus Maximus.

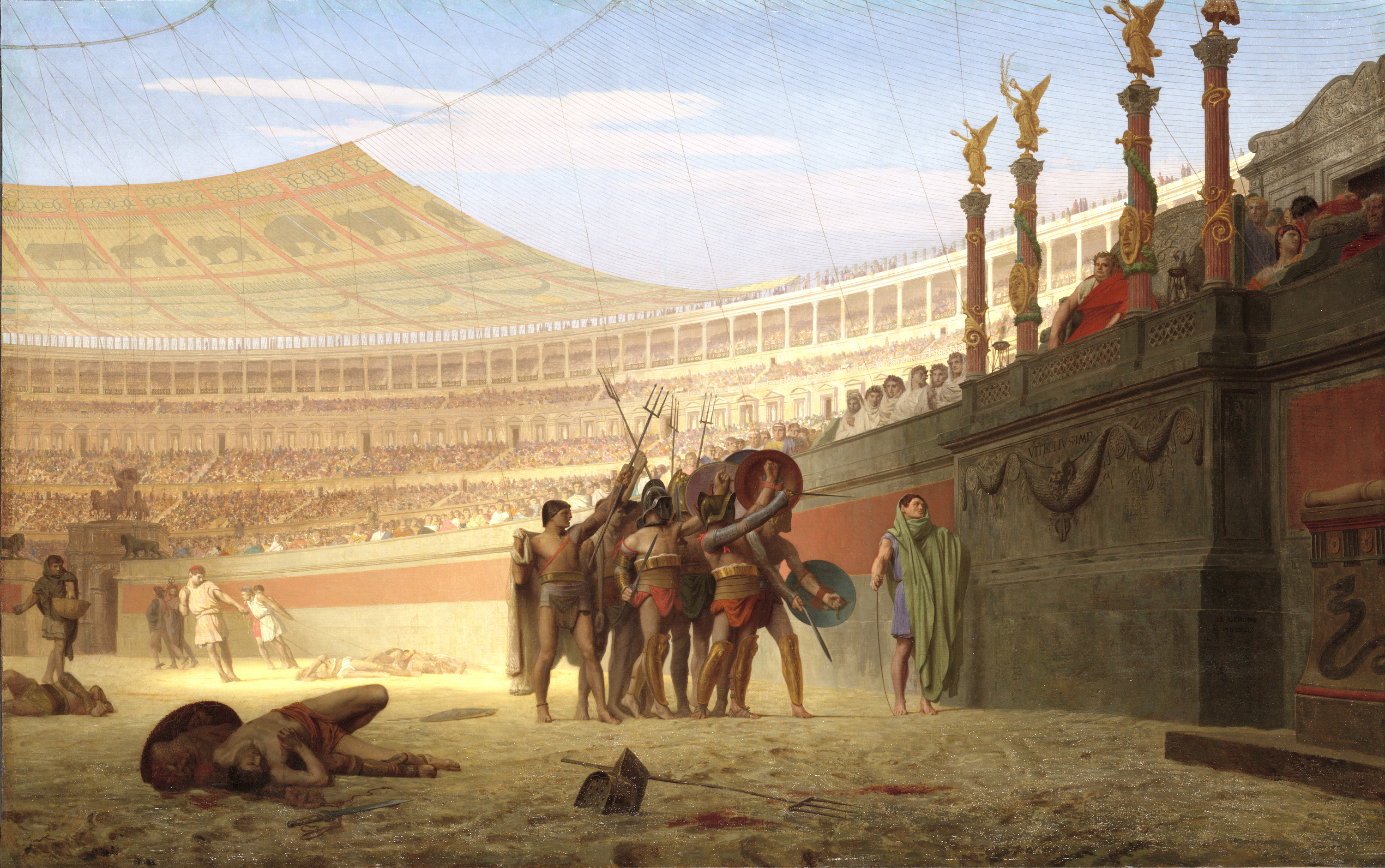
Gérômes Ave Caesar, morituri te salutant (1859), Yale University Art Gallery
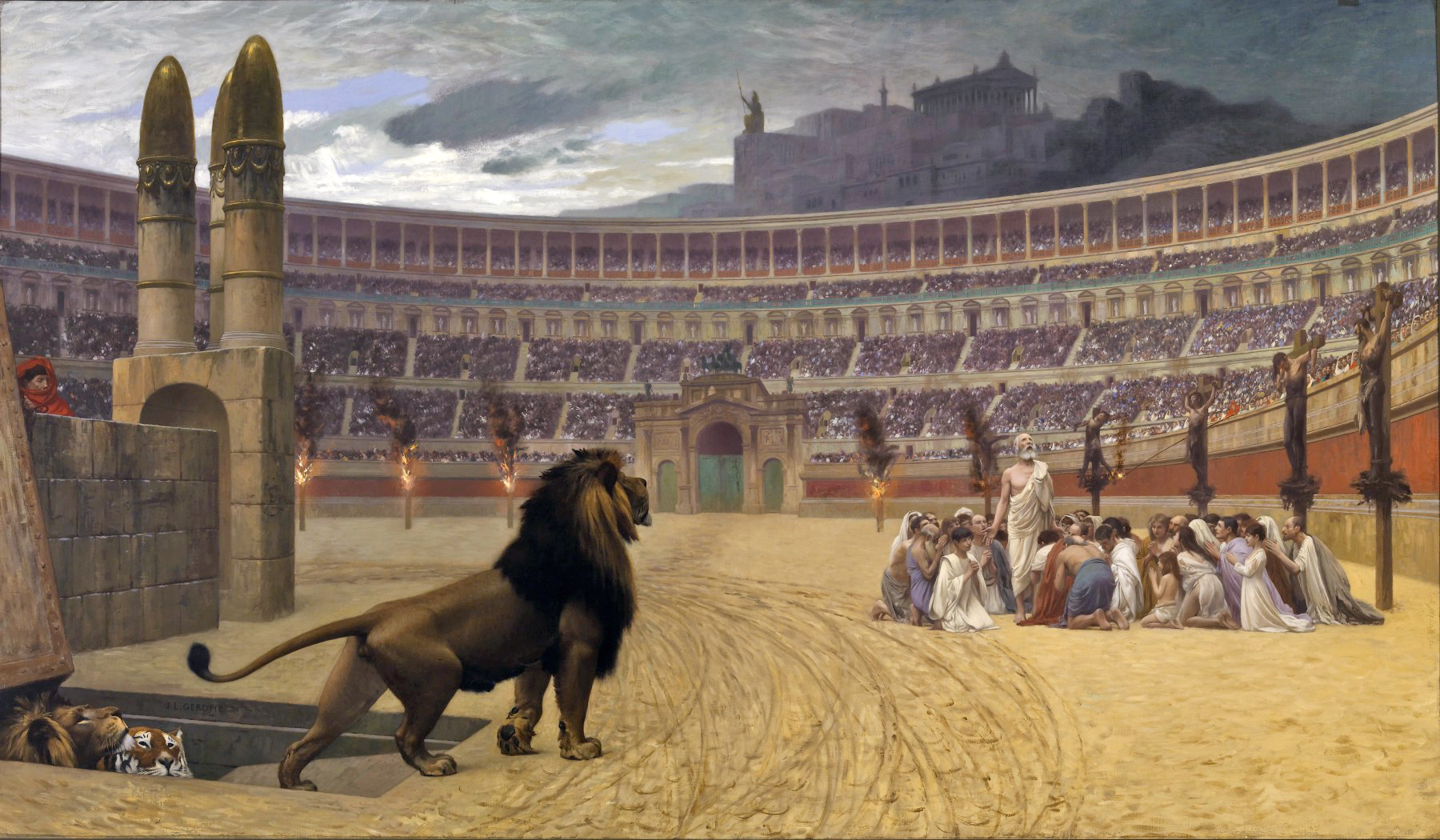
Gérômes De kristna martyrernas sista bön (1883), Walters Art Museum.